# Mesnil-sous-Vienne
Mesnil-sous-Vienne är en kommun i departementet Eure i regionen Normandie i norra Frankrike. Kommunen ligger i kantonen Gisors som tillhör arrondissementet Les Andelys. År 2022 hade Mesnil-sous-Vienne 101 invånare.

## Befolkningsutveckling
Antalet invånare i kommunen Mesnil-sous-Vienne
Referens:INSEE